# Harrisia fragrans
Harrisia fragrans ist eine Pflanzenart in der Gattung Harrisia aus der Familie der Kakteengewächse (Cactaceae). Das Artepitheton fragrans bedeutet ‚duftend‘. Englische Trivialnamen sind „Fragant Prickly Apple“ und „Fragrant Woolly Cactus“.

## Beschreibung
Harrisia fragrans wächst mit aufrechten, ausgespreizten oder anlehnend-kletternden, mehr oder weniger zylindrischen Trieben und erreicht Wuchshöhen von bis zu 5 Metern. Es sind zehn bis zwölf, zwischen den Areolen zusammengedrückte, tief gefurchte Rippen vorhanden. Die neun bis 13 nadeligen, grauen Dornen besitzen eine gelbliche Spitze und sind 2 bis 4 Zentimeter lang.
Die rosafarbenen bis weißen, duftenden Blüten weisen eine Länge von 12 bis 20 Zentimeter auf. Die trübroten, kugelförmigen bis eiförmigen Früchte erreichen Durchmesser von bis zu 6 Zentimeter und sind mit Büscheln aus langen Haaren besetzt.

## Verbreitung, Systematik und Gefährdung
Harrisia fragrans ist in den Vereinigten Staaten im Bundesstaat Florida im St. Lucie County in Küstennähe verbreitet.
Die Erstbeschreibung erfolgte 1920 durch John Kunkel Small in Nathaniel Lord Brittons und Joseph Nelson Rose’ Werk The Cactaceae. Nomenklatorische Synonyme sind Cereus fragrans (Small) Little (1945), Cereus eriophorus var. fragrans (Small) L.D.Benson (1969) und Harrisia eriophora var. fragrans (Small) D.B.Ward (2004).
Harrisia fragrans wird im US Endangered Species Act als gefährdet aufgeführt.

## Nachweise